# Erich Hof

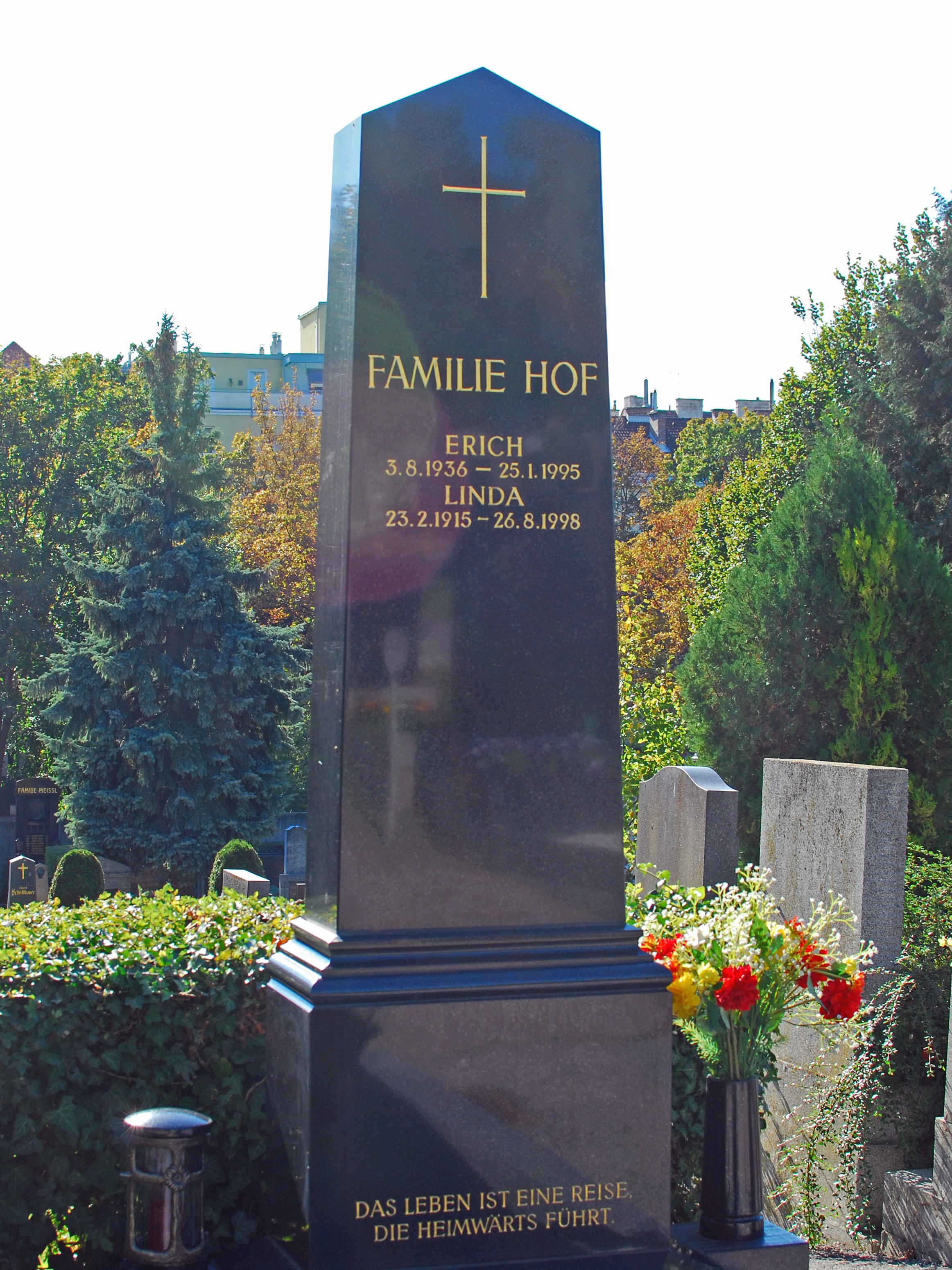
Grab Erich Hof, Hernalser Friedhof

Erich Hof (* 3. August 1936 in Brigittenau, Wien; † 25. Jänner 1995 in Wien) war ein österreichischer Fußballspieler und späterer Fußballtrainer. Er gilt als eines der größten Idole des Wiener Sport-Clubs und war einer der erfolgreichsten Stürmer in der Geschichte der österreichischen Nationalmannschaft. Als Trainer durfte er zudem selbst das österreichische Team über zwei Jahre lang betreuen.

## Karriere
Erich Hof fiel bereits früh wegen seines Spielwitzes, seiner Technik, der Freistöße und Übersicht beim Brigittenauer SCR Hochstädt auf und erinnerte durch seine Schweigsamkeit ein wenig an Matthias Sindelar. Von Hochstädt kam er nach Dornbach zum Sport-Club, wo er als 17-Jähriger bei seinem Debüt in der Staatsliga am 6. März 1954 nach nur sechs Minuten bereits sein erstes Ligator im Meisterschaftsspiel gegen den WAC erzielte. Gemeinsam mit Walter Horak, Adolf Knoll, Josef Hamerl und Karl Skerlan stellte der trickreiche Mittelstürmer bald den berühmten Fünfer-Angriff der Dornbacher dar, mit dem der Verein den österreichischen Fußball der späten 1950er Jahre dominierte. Zwei Jahre lang, beziehungsweise 41 Spiele in Folge, blieb Erich Hof mit seiner Mannschaft ungeschlagen, wurde in dieser Zeit zweimal Meister und zweifacher Torschützenkönig. Auch an den großen Erfolgen im Europapokal des WSC war Erich Hof entscheidend beteiligt. Im legendären Rückspiel am 1. Oktober 1958 im Europapokal der Landesmeister gegen Juventus Turin schoss er beim 7:0-Sieg im Praterstadion zwei Tore (das Hinspiel hatte Juve 3:1 gewonnen). Seine 224 Meisterschaftstore für den WSC sind bis heute unerreicht, sein Engagement in Dornbach war nur durch ein kurzes Intermezzo bei der Wiener Austria unterbrochen.
Auch Erich Hofs Trefferquote in der Nationalmannschaft wird nur von Anton Schall übertroffen. Er war einer der Stammkräfte der Decker-Ära, verpasste allerdings die Teilnahme an einer Weltmeisterschaft. Hof begeisterte in vielen internationalen Spielen. Eine besonders herausragende Leistung in einem Spiel gegen Ungarn im Herbst 1961 veranlasste den bekannten ungarischen Sportreporter und Fußballexperten Georg Szepesi zum (wenn auch sicherlich übertriebenen) Kommentar, Erich Hof sei "der beste Spieler der Welt". Zweifellos war Hof aber, hinsichtlich Technik, Spielübersicht und Ideenreichtum, Weltklasse. Erich Hof musste keineswegs wegen abfallender Leistungen seine Teamkarriere beenden – in seinen letzten fünf Länderspielen schoss er neun Tore – eine schwere Meniskusverletzung setzte 1968 seiner aktiven Fußballerlaufbahn ein Ende.

### Klubtrainer
Schon bis 19. April 1968 war er (noch als Spieler), zusammen mit dem im Freundschaftsspiel gegen SC Helfort Wien (Regionalliga Ost) verletzten Johann Buzek (nach Ernst Gallis Rücktritt), interimsmäßig Trainer beim Wiener Sport-Club gewesen, ehe der ehemalige Sportclub-Spieler und „32-fache Internationale“ Leopold Barschandt diesen Posten übernahm.

Ab Ende Juni 1969 wurde er (nach dem kurzen Intermezzo vom April 1968 wieder) Trainer beim Sportclub, wo er bis zuletzt als Spieler tätig gewesen war. Es gelang ein hervorragender zweiter Rang in der Meisterschaft, allerdings gab es im Cup das Out im Achtelfinale (0:1 bei der First Vienna FC 1894). Auch in der Saison 1970/71 war im Cup im Achtelfinale Endstation (1:2-Niederlage n. V. bei SK Sturm Graz), und am 9. März 1971 wurde er – mit 19 Punkten (sieben Zählern Rückstand auf den damaligen Leader SV Austria Salzburg auf Rang 5 liegend) vor der 18. Runde bzw. dem Match der Dornbacher bei SK VÖEST Linz, welches am 13. März 1971 stattfand, de facto abgesetzt. Es hatte ein Angebot an ihn gegeben, wonach er von seiner Alleinverantwortlichkeit als Trainer Abstriche zu machen habe, was er aber ablehnte. Schon im Herbst 1970 hatte es eine Kontroverse mit dem Klubsekretär Ebert gegeben. Ab genanntem Match in Linz nahm Präsident Josef Draxler mit „Co“ Galli bis Saisonende auf der Betreuerbank des Wr. Sportclubs Platz.

Ab Sommer 1971 wurde Hof bei Vizemeister Salzburg Nachfolger von Karl Schlechta (dieser war nun Trainer bei FC Admira/Wacker). Mit den Salzburgern wurde er in der Saison 1971/72 Vierter, doch es kam zu einer Trennung.

Als der Wr. Sportclub nach der Saison 1973/74 als Zehnter auf Grund der großen Fußballreform absteigen musste, übernahm Hof dessen Betreuung in der 2. Division und konnte diesen (nach den Rängen 2 und 3 in den Spieljahren 1974/75 und 1975/76) wieder in die 1. Division zurückbringen und wurde mit diesem 1978/79 sogar Vizemeister.

Ab 1979/80 betreute er FK Austria Wien, mit welchem er gleich zweimal hintereinander Meister (1979/80 sogar Double-Gewinner!) und 1981/82 Vizemeister wurde. Mit dem 3:0-Heimsieg gegen den Grazer AK vom 27. März 1982 endete dort, obwohl mit 36 Punkten drei Punkte vor Rapid auf Rang 1 platziert, seine Betreuertätigkeit. Hof trat am 1. April offiziell selbst zurück, er hatte bereits zuvor angekündigt, mit Saisonende die Trainertätigkeit bei der Austria zu beenden und gab als Grund für den vorzeitigen Abgang an, dass sich „der neue Trainer besser einarbeiten könne“ (vorläufig übernahm Co-Trainer Wilhelm Kainrath, ehe der bereits designierte Václav Halama kurz danach neuer Trainer wurde).

Nach dem Abgang von Rudolf Eggenberger, der nach dem 2:2 des Wiener Sportclubs vom 14. März 1987 bei SK VOEST Linz (die Dornbacher befanden sich auf Rang 6 in der „Oberen Play Off“), zurückgetreten war, wurde vorerst zwar Hans Krankl als neuer Trainer präsentiert, doch schon kurz darauf wurde Hof wiederum der tatsächliche neue Trainer., wobei er allerdings nur bis Saisonende blieb.

Ab Januar 1989 kam es zu einer erneuten Verpflichtung bei Austria Wien, denn August Starek, der bis zur 1:2-Niederlage am 12. November 1988 beim SK Vorwärts Steyr nur vier Monate als Trainer gearbeitet hatte, war am 16. November zurückgetreten. Robert Sara hatte die Mannschaft in den verbleibenden drei Herbstmatches betreut. Am 28. März 1990 endete Hofs zweite Trainerzeit bei den Violetten – ab der 29. Runde am 30. März 1990 befand sich Herbert Prohaska auf der Betreuerbank.

### Trainer Nationalteam
Nach der WM 1982 wurde er am 6. September 1982 in der Präsidiumssitzung im Praterstadion dem Gegenkandidaten (es war – wie schon 1978 bei der Nominierung von Karl Stotz – der Wahl-Salzburger Günter Praschak) vorgezogen, einen Tag später trat er sein Amt als österreichischer Teamchef an. Er war allerdings vorerst nur für die drei Herbstmatches, alles Heimmatches in Wien aus der Europameisterschafts-Qualifikationsgruppe 6 für 1984, engagiert worden, weil er bekundet hatte, im Frühjahr 1983 ins Ausland gehen zu wollen. Seine Gage wurde dafür mit 100.000 Schilling festgelegt.

Sein erstes Match gab es am 22. September 1982 mit dem 5:0-Sieg gegen Albanien – und die Erstbilanz lautete 3 Spiele, 3 Siege, 11:0 Tore. Er blieb auch (nach seiner Vertragsverlängerung) noch 1983 in Wien gegen die Bundesrepublik Deutschland mit 0:0 (27. April) und dem 2:1-Sieg am 8. Juni in Tirana erfolgreich. Doch mit drei Niederlagen im Herbst 1983 wurde die Qualifikation (nur Gruppen-Dritter mit 9 Punkten aus acht Spielen hinter der Bundesrepublik Deutschland und Nordirland [jeweils 11 Punkte; nur der Gruppenerste nahm an der EM-Endrunde teil]) verpasst. Außerdem hatte er verletzungsbedingte Ausfälle und Formtiefs von Spielmachern hinnehmen müssen.
 Es war ihm trotzdem bei einer Klausur des Fußballbundes am Wochenende 22./23. Oktober 1983 in Bad Kleinkirchheim das Vertrauen ausgesprochen worden und es hieß, Hof wäre interessiert, „das (zum damaligen Zeitpunkt noch als wahrscheinlich bezeichnete) Scheitern mit einer Qualifikation für die Teilnahme an der Weltmeisterschaft 1986 auszubessern“.

In diese Negativserie hinein erlitt er auch Verletzungen (schwere Gehirnerschütterung, Brustkorbprellungen) bei einem am Morgen des 19. November von ihm verursachten Unfall, als er in Wien (auf der Ringstraße vor dem Parlament) mit seinem Auto in zwei Straßenbahnzüge fuhr.

Hof war vielleicht auch etwas durch den sich abzeichnenden Generationenwechsel im Nationalteam „gehandicapt“, er betonte zwar noch vor dem Freundschaftsspiel am 14. November in Wien gegen die Niederlande (mit 1:0-Sieg), dass er „seinen Vertrag unabhängig von diesem Resultat einhalten werde“. Die Länderspielbilanz 1984 war mit 2 Siegen, einem Unentschieden und drei Niederlagen (5:8 Tore) negativ, die gesamte «Hof-Bilanz» seit dessen Amtsübernahme mit diesem Sieg mit je 6 Siegen und Niederlagen sowie 3 Unentschieden (22:20 Tore) ausgeglichen. Letztlich kam sein Rücktritt doch überraschend, wobei er diesen vor einer Handvoll Journalisten – und nicht dem sich zu diesem Zeitpunkt im Ausland befindlichen ÖFB-Präsidenten Beppo Mauhart – bekanntgab. ÖFB-Vizepräsident Reitbauer sprach davon, dass er diesen Schritt – und auch, auf welche Art und Weise er zustande kam, bedaure. Hof erklärte in einem Interview, dass er „nicht der Wunschkandidat Mauharts war, sprach auch von seinem eigenen schlechten Image in der Öffentlichkeit, welches dem Team geschadet habe – und Mauhart habe schon vor dem Holland-Spiel mit möglichen Nachfolgern verhandelt“. Die Trennung vom ÖFB erfolgte am 27. November 1984, als dessen Direktorium sein Rücktrittsangebot angenommen hatte (wobei Präsident Beppo Mauhart den Rücktritt bedauerte; er hätte „keine Probleme für eine weitere Zusammenarbeit gesehen“ und „er ließe die angeblichen Rücktrittsgründe nur als Ausrede gelten“). Branko Elsner wurde sein Nachfolger.

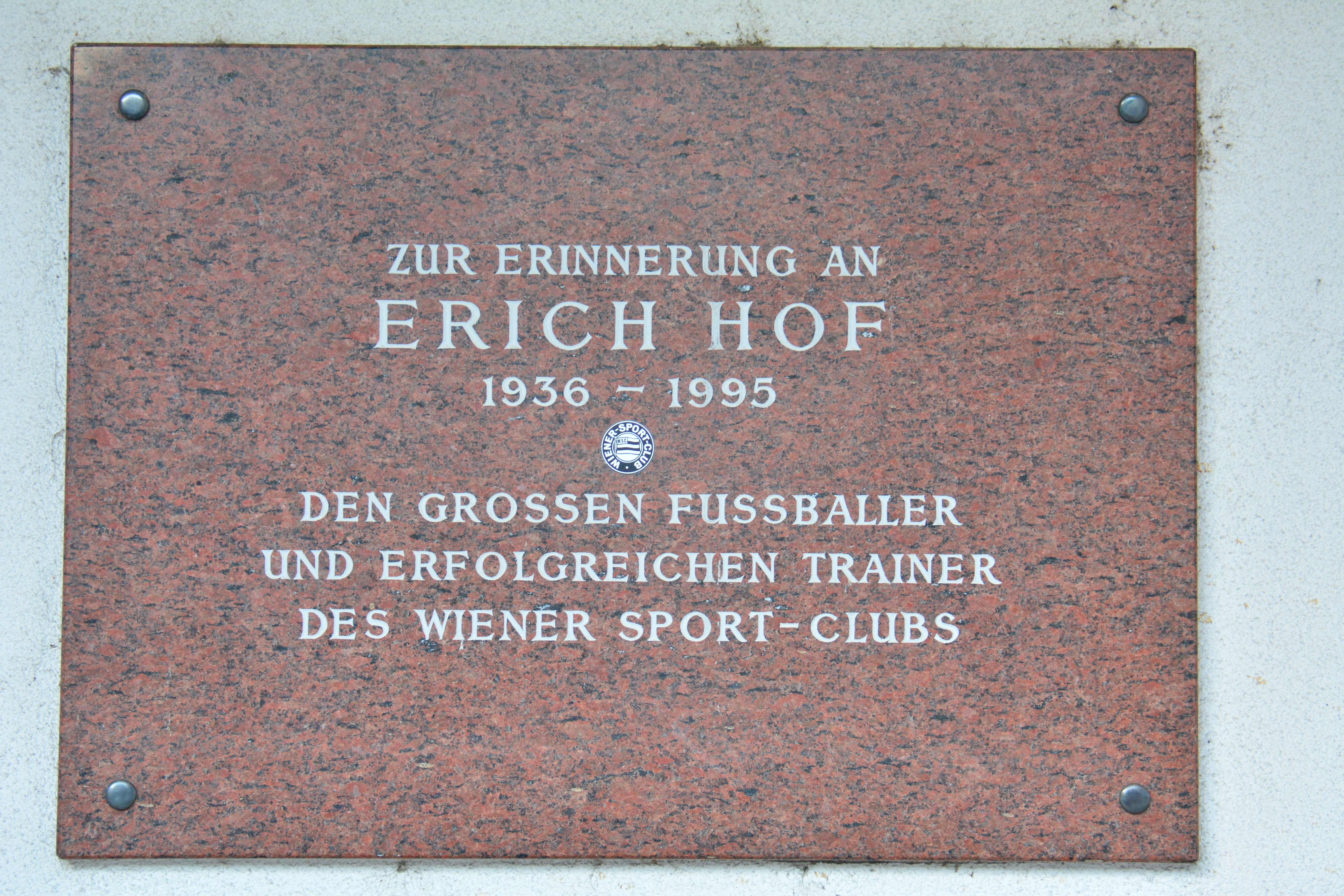
Gedenktafel an der Adresse Hernalser Hauptstraße 214 (2019)

Danach arbeitete Hof kurzzeitig als Trainer in Griechenland bei Diagoras Rhodos (1987). Bis zu seinem Tod arbeitete Erich Hof weiterhin als Berater für Sport-Club und Austria. Am 25. Jänner 1995 erlag Erich Hof im AKH Wien im Alter von 58 Jahren seinem jahrelangen Krebsleiden. An seinem Wohnhaus in der Hernalser Hauptstraße 214 erinnert seit einigen Jahren eine Gedenktafel an den großen Fußballer.
Erich Hof wurde in Wien auf dem Hernalser Friedhof (Gruppe 16, Reihe EG, Nummer 16) bestattet.

## Stationen

### Spieler
- SCR Hochstädt (bis 1954)
- Wiener Sport-Club (1954–1969)
- FK Austria Wien (1964)

### Trainer
- Wiener Sport-Club (1969–1970)
- Austria Salzburg (1971)
- Wiener Sport-Club (1974–1979)
- FK Austria Wien (1980–1982)
- Österreichische Fußballnationalmannschaft (1982–1984)
- Wiener Sport-Club (1985–1986)
- FK Austria Wien (1989–1990)

## Erfolge

### Spieler
- 2 × Österreichischer Torschützenkönig: 1959, 1963
- 2 × Viertelfinale Europapokal der Landesmeister: 1959, 1960
- 2 × Österreichischer Meister: 1958, 1959
- 3 × Österreichischer Vizemeister: 1955, 1960, 1969
- 1 × Österreichischer Cupfinalist: 1969
- 37 (1) Spiele und 28 Tore für die österreichische Fußballnationalmannschaft von 1957 bis 1968

### Trainer
- 2 × Österreichischer Meister: 1980, 1981
- 1 × Österreichischer Cupsieger: 1982

## ÖFB-Länderspiele unter Teamchef Erich Hof
Legende
- H = Heimspiel
- A = Auswärtsspiel
- − = kein offizielles Länderspiel
- grüne Hintergrundfarbe = Sieg Österreichs
- gelbe Hintergrundfarbe = Unentschieden
- rote Hintergrundfarbe = Niederlage

| Spiele | Siege | Remis | Niederlagen | Tore  | TD |
| ------ | ----- | ----- | ----------- | ----- | -- |
| 15     | 6     | 3     | 6           | 22:20 | +2 |

| Nr. | Datum      | Ergebnis | Gegner        |   | Austragungsort      | Anlass                | Bemerkung                                                            |
| --- | ---------- | -------- | ------------- | - | ------------------- | --------------------- | -------------------------------------------------------------------- |
| 461 | 22.09.1982 | 5:0      | Albanien      | H | Wien                | EM 1984-Qualifikation | Erstes Länderspiel im Gerhard-Hanappi-Stadion                        |
| 462 | 13.10.1982 | 2:0      | Nordirland    | H | Wien                | EM 1984-Qualifikation |                                                                      |
| 463 | 17.11.1982 | 4:0      | Türkei        | H | Wien                | EM 1984-Qualifikation |                                                                      |
| 464 | 27.04.1983 | 0:0      | Deutschland   | H | Wien                | EM 1984-Qualifikation |                                                                      |
| 465 | 17.05.1983 | 2:2      | Sowjetunion   | H | Wien                |                       |                                                                      |
| 466 | 08.06.1983 | 2:1      | Albanien      | A | Tirana (ALB)        | EM 1984-Qualifikation |                                                                      |
| 467 | 21.09.1983 | 1:3      | Nordirland    | A | Belfast (NIR)       | EM 1984-Qualifikation |                                                                      |
| 468 | 05.10.1983 | 0:3      | Deutschland   | A | Gelsenkirchen (GER) | EM 1984-Qualifikation |                                                                      |
| 469 | 16.11.1983 | 1:3      | Türkei        | A | Istanbul (TUR)      | EM 1984-Qualifikation | Österreich verpasst als Gruppendritter die EM-Qualifikation          |
| 470 | 28.03.1984 | 0:1      | Frankreich    | A | Bordeaux (FRA)      |                       |                                                                      |
| 471 | 18.04.1984 | 0:0      | Griechenland  | H | Wien                |                       |                                                                      |
| 472 | 02.05.1984 | 2:1      | Zypern        | A | Nikosia (CYP)       | WM 1986-Qualifikation |                                                                      |
| −   | 07.06.1984 | 6:0      | Liechtenstein | A | Vaduz (LIE)         |                       | Erstes Länderspiel gegen Liechtenstein, kein offizielles Länderspiel |
| 473 | 12.09.1984 | 1:3      | Dänemark      | A | Kopenhagen (DEN)    |                       |                                                                      |
| 474 | 26.09.1984 | 1:3      | Ungarn        | A | Budapest (HUN)      | WM 1986-Qualifikation |                                                                      |
| 475 | 14.11.1984 | 1:0      | Niederlande   | H | Wien                | WM 1986-Qualifikation |                                                                      |